# Thomas Mogensen
Thomas Mackeprang Mogensen (* 30. Januar 1983 in Odder, Dänemark) ist ein ehemaliger dänischer Handballspieler.

## Karriere
Thomas Mogensen begann in seiner Heimatstadt Odder beim Odder IGF mit dem Handballspiel.
2002 nahm ihn der Erstligaverein Viborg HK unter Vertrag, wo er auf sich aufmerksam machte, so dass er nach nur einem Jahr zum Spitzenclub GOG Svendborg TGI weiterzog. Dort wurde er 2004 und 2006 dänischer Pokalsieger sowie 2004 und 2007 dänischer Meister. Im Jahr 2007 wurde er zu Dänemarks Handballer der Jahres gewählt. 2007 wechselte Mogensen in die deutsche Handball-Bundesliga zur SG Flensburg-Handewitt, wo er die Nachfolge seines Landsmannes Joachim Boldsen antrat. Mogensen wurde 2007 zu Dänemarks Spieler des Jahres gewählt. 2012 gewann er mit der SG Flensburg-Handewitt den Europapokal der Pokalsieger, 2014 die EHF Champions League, 2015 den DHB-Pokal und 2018 die deutsche Meisterschaft. Zur Saison 2018/19 wechselte er zum dänischen Erstligisten Skjern Håndbold. Ab dem Sommer 2020 stand er bei SønderjyskE unter Vertrag. Nach der Saison 2021/22 beendete Mogensen seine Karriere und übernahm bei SønderjyskE das Amt des Sportdirektors. Ab November 2022 betreute er gemeinsam mit Rasmus Glad Vandbæk die Männermannschaft von SønderjyskE.
Thomas Mogensen bestritt 106 Länderspiele für die dänische Nationalmannschaft. Im Jahr 2012 gewann er mit der dänischen Nationalmannschaft die Europameisterschaft in Serbien. Mit der dänischen U17-Nationalmannschaft gewann er bei der Junioren-EM 2001 Silber. Im Sommer 2012 nahm er an den Olympischen Spielen in London teil. Bei der Europameisterschaft 2014 im eigenen Land wurde er Vize-Europameister. Im Mai 2014 erklärte er seinen Rücktritt aus der Nationalmannschaft.

## Bundesligabilanz
| Saison    | Verein                 | Spielklasse | Spiele | Tore | 7-Meter | Feldtore |
| --------- | ---------------------- | ----------- | ------ | ---- | ------- | -------- |
| 2007/08   | SG Flensburg-Handewitt | Bundesliga  | 34     | 128  | 9       | 119      |
| 2008/09   | SG Flensburg-Handewitt | Bundesliga  | 34     | 162  | 5       | 157      |
| 2009/10   | SG Flensburg-Handewitt | Bundesliga  | 34     | 122  | 0       | 122      |
| 2010/11   | SG Flensburg-Handewitt | Bundesliga  | 26     | 82   | 0       | 82       |
| 2011/12   | SG Flensburg-Handewitt | Bundesliga  | 34     | 106  | 0       | 106      |
| 2012/13   | SG Flensburg-Handewitt | Bundesliga  | 32     | 127  | 0       | 127      |
| 2013/14   | SG Flensburg-Handewitt | Bundesliga  | 33     | 117  | 0       | 117      |
| 2014/15   | SG Flensburg-Handewitt | Bundesliga  | 33     | 124  | 0       | 124      |
| 2015/16   | SG Flensburg-Handewitt | Bundesliga  | 31     | 90   | 0       | 90       |
| 2016/17   | SG Flensburg-Handewitt | Bundesliga  | 31     | 80   | 0       | 80       |
| 2017/18   | SG Flensburg-Handewitt | Bundesliga  | 34     | 65   | 0       | 65       |
| 2007–2018 | gesamt                 | Bundesliga  | 356    | 1203 | 14      | 1189     |